# George Dyson
George Dyson (nacido el 26 de marzo de 1953) es un autor e historiador sobre temas de tecnología. Sus publicaciones escriben de la evolución de la tecnología, el ambiente físico y el rumbo de la sociedad. Ha escrito sobre muchos temas, incluyendo la historia de la computación, el desarrollo de los algoritmos e inteligencia, sistemas de comunicación, exploración espacial, y el diseño de embarcaciones.
Da muchas conferencias en instituciones académicas y corporaciones. Da un contexto histórico a la evolución de la tecnología en la sociedad moderna con ideas que provocan el pensamiento en el rumbo en lo cual la tecnología y el Internet pueden desarrollarse.

## Biografía
Es el hijo del físico Freeman Dyson y la matemática Verena Huber-Dyson y hermano de Esther Dyson. Se ha escrito sobre sus primeros años en el libro de Kenneth Brower llamado The Starship and the Canoe (La nave espacial y la canoa).